# Universidad ARCIS

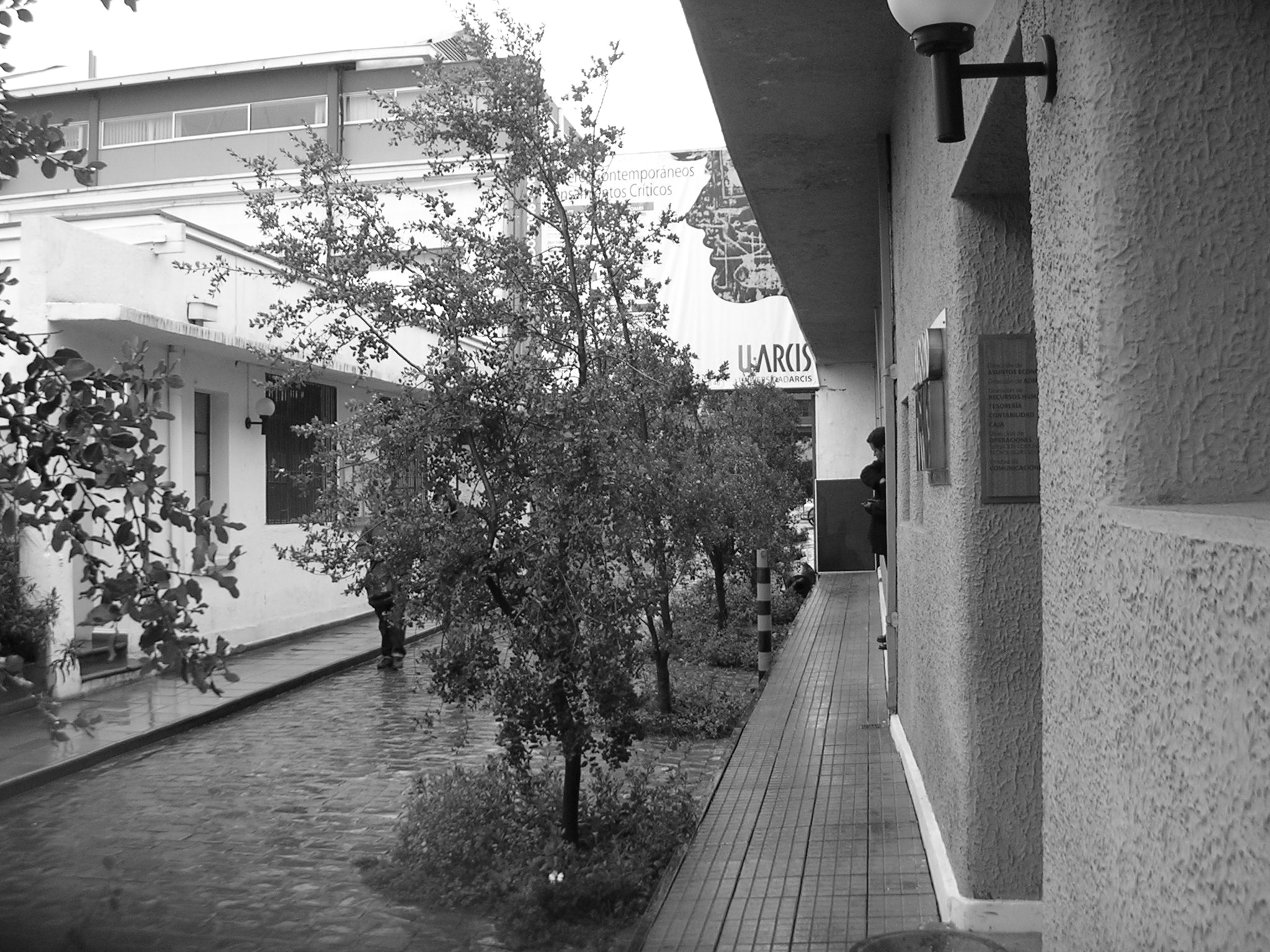
Vista de la Universidad Arcis.

La Universidad ARCIS o UARCIS, acrónimo de Universidad de Arte y Ciencias Sociales, fue una universidad privada chilena orientada a las áreas de enseñanza de las artes, las ciencias sociales, las humanidades y la educación.  
Fue fundada en 1982. Desde 1989 fue reconocida oficialmente por el Mineduc y desde el 25 de noviembre de 1999 fue una entidad con Autonomía Plena, otorgada por el Consejo Superior de Educación. Contó con 8000 alumnos en actividades académicas presenciales, semipresenciales y a distancia.[cita requerida]
Su casa central se encontraba ubicada en el casco histórico de la ciudad de Santiago, en el edificio que albergó a la Fundición Libertad. Sus otras sedes y campus se localizan preferentemente en la Zona Centro-Sur de Chile, siendo las más importantes las sedes UARCIS Valparaíso, UARCIS Bio Bío y UARCIS Patagonia Castro.
Desde 2014 la universidad estaba en proceso de crisis, debido a anomalías detectadas en la gestión, sumado a protestas de estudiantes y profesores y baja matrícula. En 2016 inició un proceso de cierre, el cual fue confirmado durante 2017. Sus operaciones terminaron oficialmente el 31 de enero de 2021.

## Historia

### Período de la dictadura
La Universidad Arcis fue fundada en marzo de 1982. Surgió como un proyecto orientado a brindar educación superior para profesionales de las ciencias sociales, humanidades y artes. Inicialmente se creó el llamado Instituto Superior de Ciencias Humanas, Comunicación y Diseño, con sede en las calles Pedro de Valdivia y Pirineos de la comuna de Providencia. Paralelamente, otro grupo creó el Instituto de Arte y Comunicación (IACC), que luego pasaría a constituir la Uniacc. En 1985, se aparta un grupo de profesionales del proyecto ARCIS, encabezado por el antropólogo Jaime Muñoz, para crear lo que hoy es el Instituto ARCOS.
El primer rector de esta casa de estudios fue Luis Torres Acuña. Las dependencias de su sede en calle Huérfanos, en el centro de Santiago, era inicialmente una vieja casona que utilizaba la Fundación de Ayuda Social de las Iglesias Cristianas (FASIC). UARCIS se trasladó a estas dependencias, que debe reparar luego del terremoto en Santiago el 5 de marzo de 1985. Al año siguiente, en esta nueva sede abren nuevas carreras. A las iniciales Comunicación Audiovisual, Arte y Diseño, surgidas en su fundación, y las carreras de Sociología (inicialmente denominada Planificación e Investigación Social) y de Economía, creadas en 1984 y 1985 respectivamente, se añaden las carreras de Filosofía, Literatura y Danza.
Entre 1986 y 1989, la Universidad comienza una paulatina expansión en cuanto a la cantidad de alumnos y docentes y en cuanto a la utilización de espacios físicos, adquiriendo nuevos inmuebles en el sector, entre ellos la que fuera la sede de la Comisión Nacional de Derechos Humanos dependiente de la Vicaría de la Solidaridad de la Iglesia Católica chilena, ubicada en Huérfanos con Riquelme y el edificio de Huérfanos 1724 que fuera diseñado y construido por el arquitecto Fernando Castillo Velasco, Premio Nacional de Arquitectura y primer presidente de la Corporación de la Universidad ARCIS, creada en aquel período.
En 1989, la Universidad que en ese momento fue sometida al examen de la Universidad de Talca, obtiene el reconocimiento oficial del Ministerio de Educación, por lo que, al año siguiente, al igual que el país que retorna al sistema democrático, comienza una nueva etapa, con las aperturas de carreras como Arquitectura, Derecho, Fotografía, Periodismo, entre otras, logrando, de esta manera, una fuerte expansión. También fue la primera casa de estudios de Chile en ofrecer la carrera de cine.
Los primeros años de la Universidad ARCIS estuvieron fuertemente ligados a la lucha antidictatorial.[cita requerida] La participación como docentes o como alumnos de muchos militantes de izquierda marcó una historia muy activa desde el punto de vista político. En sus aulas se congregaban la dirigencia de varios partidos de izquierda, así como también miembros de organizaciones y grupos que realizaban su labor desde la clandestinidad. Así por ejemplo, la universidad acogía a alumnos como Ricardo Lagos Weber, quien posteriormente fuera Secretario General de Gobierno de la presidenta Michelle Bachelet, o a Ignacio Valenzuela, miembro de la dirección del Frente Patriótico Manuel Rodríguez (FPMR), profesor de Economía de la Universidad, abatido en un enfrentamiento armado. Fueron años marcados por una tensión natural en el ambiente universitario, propio de la situación política del país. En ese sentido, resulta muy simbólica la clase magistral que dictara, en 1987, quien se convertiría en uno de los principales líderes de la oposición al régimen, Ricardo Lagos Escobar, presidente de Chile entre los años 2000 y 2006.[cita requerida]

### Retorno a la democracia
Luego del retorno a la democracia en 1991, se incorporan nuevas carreras tales como la de Cine, la primera creada en el país. Por estos años la universidad recibe varias visitas destacadas, como las de Jacques Derrida, Alejandro Jodorowsky, Félix Guattari, Adolfo Pérez Esquivel, Eric Hobsbawn, Eduardo Galeano, Joan Manuel Serrat, Humberto Maturana, entre otros.[cita requerida]
En el campo de las ciencias sociales, los académicos Carlos Ossandón Buljevic y Mario Berrios reabrieron el campo de la reflexión sobre el Pensamiento Latinoamericano en Chile.[cita requerida] En el campo de la historiografía, destaca la figura de Gabriel Salazar, quien desde 1985 comienza a entregar una visión particular de la historiografía chilena, que fuera posteriormente reconocida en 2006 con el Premio Nacional de Historia. Su cátedra de Historia de Chile en ARCIS daría inicio a un abordaje renovado de la historia social chilena. Lo propio acontece con la iniciativa impulsada por la dirección de la institución y liderada por Carlos Ossandón de crear la Carrera de Filosofía, contando en ella con académicos como Pablo Oyarzún, actual Decano de la Facultad de Artes de la Universidad de Chile, Willy Thayer, actual Director de la Escuela de Filosofía de la UMCE, Miguel Vicuña, alumno de Derrida y ayudante de Michel Foucault en Francia, Carlos Pérez Villalobos, Eduardo Sabrovsky, Mario Berrios Caro, Ivan Reyes, entre otros.[cita requerida] En el ámbito de la Literatura, la Universidad logra convocar a importantes exponentes de la producción literaria del Chile de los 80, resaltando la actividad de Las Yeguas del Apocalipsis de Francisco Casas y Pedro Lemebel, y la producción de Raúl Zurita, Premio Nacional de Literatura en 2003. Esta línea de reflexión fue coronada posteriormente con la producción de Nelly Richard y el campo de los Estudios Culturales, que se afianzó en los años 90. En la sociología, la labor de Tomás Moulian permitió posicionar tal actividad como de primera importancia a nivel de la Universidad, logrando su Escuela un gran prestigio en el país.[cita requerida] La actividad de Tomás Moulian fue coronada con la publicación de su libro Chile: Anatomía de un Mito, que rápidamente se convirtió en un best seller a nivel nacional.[cita requerida]
Posteriormente se crea la Escuela de Derecho, que convoca a un conjunto de abogados que abogaron por la defensa de los Derechos Humanos durante la dictadura y los gobiernos de la Concertación, tales como José Galeano, Nelson Caucoto, Hugo Gutiérrez, Alfonso Insunza, Carlos Margotta, entre otros, cuya actividad principal se coronó con la entrega del Doctorado Honoris Causae al juez español Baltasar Garzón, en el año 2006.[cita requerida]
En el campo artístico, Ramón Griffero dirige la Escuela de Teatro de la universidad.
En 1997 la Universidad ARCIS comienza una etapa de apertura de programas de postgrado. A los programas creados a fines de los años 80, la Maestría en Comunicación Social dirigida por Eduardo Santa Cruz, y la Maestría en Ciencias Sociales, dirigida por Carlos Ossandón primero y Gabriel Salazar después, se van sumando un conjunto de proyectos orientados a la reflexión en las ciencias sociales, como los doctorados en "Cultura y Educación en América Latina" y en "Procesos Sociales y Políticos en América Latina", así como las maestrías que abordan el área de la Educación.[cita requerida]
En 2004 se generó una estructura por la cual se controlaba la universidad a través de la sociedad comercial Inversiones e Inmobiliaria Libertad S.A. (Inmobiliaria Libertad), en que participaron miembros del Partido Comunista de Chile y el empresario y exmiembro del MIR, Max Marambio. Los dirigentes del PC entraron en la propiedad de la ARCIS a través de la sociedad comercial Ediciones ICAL Ltda., constituida a instancias del mismo partido, y cuyos socios iniciales fueron Daniel Núñez y Óscar Azócar; a su vez, Max Marambio ingresó mediante dos sociedades propias: Marambio y Rodríguez S.A. y Comercial Cañaveral S.A. En octubre de ese año, se modificó la integración de la asamblea de socios de la corporación, compuesta de 22 integrantes, produciéndose el ingreso oficial de Max Marambio y de diversos dirigentes comunistas, como Juan Andrés Lagos, Jorge Insunza Becker y Óscar Azócar, además, de la mantención de José María Bulnes y Jorge Arrate, y la llegada del exsecretario general del MIR, Andrés Pascal Allende y diez académicos históricos de la ARCIS, como Gabriel Salazar, Tomás Moulian y Mónica Echeverría. Hacia el 2009, el directorio de la Corporación ARCIS, de siete miembros, quedó integrado por cuatro dirigentes comunistas: Juan Andrés Lagos (presidente), Daniel Núñez, Patricio Palma y Jorge Insunza Becker.
A mediados de 2013, la Inmobiliaria Libertad, sociedad a través de la cual se controlaba la universidad, vendió a Tanner Leasing S.A. las sedes universitarias, lo cual supuso el fin de la relación comercial entre la inmobiliaria y la ARCIS; los últimos detalles de esa operación fueron apresurados, pues el Partido Comunista ya trabajaba en la campaña de Michelle Bachelet, como un miembro más de la Nueva Mayoría, quien prometía una reforma educacional que hacía incompatible que algunos socios de la eventual alianza de gobierno tuviesen propiedad sobre una universidad privada. En diciembre del mismo año, los dirigentes comunistas Juan Andrés Lagos, Jorge Insunza y Daniel Núñez (ya elegido diputado), renunciaron al directorio de la universidad.

### Crisis
En mayo de 2014, se dio a conocer la existencia de una crisis financiera en la universidad, mediante diversas protestas de estudiantes y un paro de funcionarios, denunciando el no pago de sus sueldos e imposiciones, que se arrastraba hacía varios meses. Como consecuencia de la compleja situación en la universidad, se han planteado dudas acerca de si hubo lucro en su gestión, lo cual está prohibido por ley, y cuál habría sido la participación o responsabilidad del Partido Comunista en la crisis. Al respecto, el presidente del partido, Guillermo Teillier, ha sostenido que el Partido Comunista no participó como tal de la sociedad ni de la administración de la Universidad ARCIS, ya no hubo vínculo institucional ni administrativo, sino sólo ideológico; postura que ha sido cuestionada por otros personeros, como Gabriel Salazar.
Durante 2014, el Ministerio de Educación inició una investigación en contra de la universidad, por las anomalías en su gestión. En octubre de ese año, el ministerio comunicó que no pudo acreditar la existencia de lucro, ya que no se logró acceder a las actas y documentos financieros de la institución y de sus empresas relacionadas; no obstante ello ordenó el cierre de la carrera de música. Por las mismas razones, la Cámara de Diputados creó una comisión investigadora la que, en enero de 2015, elaboró dos informes, uno promovido por el oficialismo y otro por la oposición; el informe de mayoría descartó la existencia de lucro en la universidad y cualquier responsabilidad del Partido Comunista en la crisis de la institución; en abril del mismo año, los referidos informes fueron rechazados por la Cámara de Diputados.
En abril de 2015 concluyó una segunda investigación del Ministerio de Educación respecto a la ARCIS, en la cual se propuso el nombramiento de un administrador provisional. La decisión de proceder a la designación de un administrador provisional para la universidad, fundado en dos infracciones legales, por incumplimientos financieros y por poner en riesgo la continuidad del servicio académico, fue comunicada por el Ministerio a la ARCIS en junio del mismo año.
En 2016 la cifra de alumnos nuevos matriculados no superó los 50, número muy inferior a los 400 que había propuesto el administrador provisional y que fue aprobada por el Mineduc.
El 5 de diciembre de 2016, se anunció el proceso de cierre debido a la crisis que se inició en 2014, el cual fue confirmado el 17 de marzo de 2017 por Ministerio de Educación (MINEDUC). Sus operaciones terminaron el 31 de enero de 2021.

## Administración
La autoridad máxima de la Universidad radica en el Rector. No obstante el Consejo Superior Universitario tiene gran importancia en la toma de decisiones institucionales. Este Consejo está compuesto en forma triestamental (administrativos, académicos y estudiantes) y sus miembros son elegidos democráticamente en elecciones abiertas.

### Corporación
Directorio de la Corporación Universidad ARCIS
- Elisa Neumann García: Presidenta
- Juan Painecura Antinao: Vicepresidente
- Iván Reyes Díaz: Secretario
- Claudio Lara Cortes: Director

Socios
- Elisa Neumann García
- Ivan Reyes Díaz
- Juan Painecura Antinao
- Jaime Insunza Becker
- Kemy Oyarzún Vaccaro
- René Leal Hurtado
- Claudio Lara Cortés
- Miguel Valderrrama Castillo
- Alihuen Antileo Navarrete
- Juan Guzmán Tapia

### Rectores
- Luis Torres Acuña
- Pedro Domancic Kruguer
- Tomás Moulián (2003-2006)[22]
- Jorge Arrate Mac Niven (2006)
- Carlos Margotta Trincado (2006-2013)[1]
- René Leal Hurtado (2013-2014)[1]
- Elisa Neumann García (2014)

## Sedes y campus
- UARCIS Santiago
- AEL Campus Virtual